# Ruch charyzmatyczny

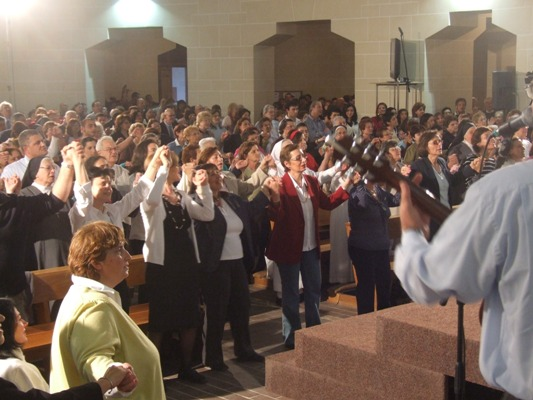
Ruch charyzmatyczny na wspólnym uwielbieniu.

Ruch charyzmatyczny (gr. charismata (χαρίσματα) – „łaski”, „dobrodziejstwa”) – chrześcijański ruch religijny wywodzący się historycznie z protestanckiego klasycznego ruchu zielonoświątkowego, który przyjął zielonoświątkowe rozumienie charyzmatów, ale w przeciwieństwie do macierzystego ruchu zielonoświątkowego nie musi być związany z wesleyańsko-uświęceniową teologią protestancką i stąd może działać w wielu gałęziach chrześcijaństwa.
W ruchu charyzmatycznym wyróżnić można oddzielne denominacje, jak np. niezależne bezdenominacyjne Kościoły charyzmatyczne czy Kościoły charyzmatyczne tzw. trzeciej fali. Ponadto, ze względu na swą szeroką formę, ruch charyzmatyczny obecny jest również w postaci grup działających przy niektórych tradycyjnych wyznaniach protestanckich, jak również w Kościele katolickim (najbardziej znana to Ruch Odnowy w Duchu Świętym). Ruch rozpoczął się przez przyjmowanie do tradycyjnych Kościołów praktyk z ruchu zielonoświątkowego, wśród protestantów około 1960, a wśród katolików ma swoje początki około 1967.
Według przedstawicieli ruchu charyzmatycznego dary Ducha Świętego są znakiem obecności Ducha Świętego. Dary te znane są w Biblii jako „charyzmaty” lub dary duchowe, które dodają jakiejś osobie autorytetu czy znaczenia nad większą liczbą ludzi. Najbardziej znanymi darami są: mówienie na językach, boskie uzdrawianie, czy prorokowanie. Charyzmatycy utrzymują, że manifestacje Ducha Świętego, jakie miały miejsce w kościele w pierwszym wieku mogą i powinny być nadal doświadczane i praktykowane w obecnym Kościele.